# Peter van Woerden
Peter van Woerden (* 7. Januar 1924 in Haarlem, Niederlande; † 6. September 1990), auch bekannt als Pierre van Woerden sowie Onkel Peter, war ein Evangelist, Musiker, Autor und Komponist. Er ist Autor der ersten deutschen christlichen Kinderhörreihe Onkel Peters Kinderstunde.

## Leben
Als viertes von sechs Kindern einer evangelischen Lehrerfamilie geboren, wuchs Peter van Woerden in Haarlem auf. Mit 17 Jahren wurde er unter zahlreichen Bewerbern als Organist an die evangelische Kirche in Velsen berufen. Während der Besetzung der Niederlande durch deutsche Truppen nahm seine Karriere am 10. Mai 1942 ein jähes Ende, nachdem er während eines Gottesdienstes die verbotene Nationalhymne, den Wilhelmus, gespielt hatte. In der folgenden Gefängniszeit erlebte Peter van Woerden eine persönliche Bekehrung zum christlichen Glauben und entschied sich, im Folgenden sein Leben für die Verbreitung desselben einzusetzen. So begann er nach dem Krieg ein Theologiestudium an der schweizerischen Bibelschule Beatenberg, heute Seminar für biblische Theologie Beatenberg. Von hier wurde er als Evangelist nach Frankreich und Belgien entsandt. Später bereiste er mehrere Male die USA und Kanada.
In Deutschland wurde Peter van Woerden vor allem als Musikproduzent im christlichen Plattenlabel Frohe Botschaft im Lied, insbesondere als „Onkel Peter“ in seiner Kinderreihe Onkel Peters Kinderstunde, bekannt. Zusammen mit Margret Birkenfeld und ihrem Wetzlarer Kinderchor präsentierte er hier biblische Geschichten und christliche Lieder. Als erstes kindgerechtes Konzept mit abwechslungsreichen Dialogen, Liedern und Geschichten entwickelte sich die Reihe bald zum Kinderklassiker innerhalb der deutschen christlichen Szene. Bei zahlreichen Produktionen einer Vielzahl von Künstlern der christlichen Musikszene der sechziger bis achtziger Jahre war Peter van Woerden als Arrangeur sowie Instrumentalist vertreten. Er war Begleiter des Duetts Elsa & Ernst August Eicker, das er bei einem seiner Konzerte im Vorprogramm entdeckt hatte und förderte, der Sopranistin Doris Loh, des Bassbaritons Wilfried Mann, des Kinderstars Christiane oder auch im Besonderen der Projekte von Margret Birkenfeld mit ihren Wetzlarer Chören. Ferner veröffentlichte er einige Soloalben auf der Hammond-Orgel.
1955 heiratete Peter van Woerden die Schweizerin Ingeborg Dubler, die – ebenso wie Danilo, eines ihrer fünf Kinder – auf seinen Schallplatten immer wieder als Solistin zu hören ist. Die Familie lebte in Genf, bereiste aber fünf Monate im Jahr zahlreiche Länder der Erde, um zu missionieren.
Im September 1990 starb Peter van Woerden im Alter von 66 Jahren.

## Diskografie

### Onkel Peters Kinderstunde

#### 25-cm-Schallplatten
- Denen, die Gott lieben. (Gerth Medien, 1960/1961)
- Gehet ein durch die enge Pforte. (Gerth Medien, 1961)
- Gehet hin in alle Welt. (Gerth Medien, 1961)
- Bittet, so wird euch gegeben. (Gerth Medien, 1961, spätere Wiederauflage unter verändertem Titel als Daniel in der Löwengrube)
- Dienet dem Herrn. (Gerth Medien, 1960/1961)
- Jesus macht mich reich. (Gerth Medien, 1961)
- Dein Wort ist meines Fußes Leuchte. (Gerth Medien, 1961)
- Schmecket und sehet, wie freundlich der Herr ist. (Gerth Medien, 1961, spätere Wiederauflage unter verändertem Titel als Elisa)
- Das Wort vom Kreuz. (Gerth Medien, 1961/1962)
- Also lasst euer Licht leuchten. (Gerth Medien, 1961)
- Der wird Barmherzigkeit erlangen. (Gerth Medien, 1961, spätere Wiederauflage unter verändertem Titel als Zachäus)
- Darum wachet. (Gerth Medien, 1961/1962, Veröffentlichung auf Hörkassette 1987 innerhalb Reihe Hörmit-Cassette unter verändertem Titel als Wenn Jesus wiederkommt)
- Eine Missionsreise mit Dr. Thiessen. (Gerth Medien)
- Also hat Gott die Welt geliebt: Von Babylon nach Bethlehem.
- Gebet, so wird euch gegeben. (Gerth Medien, spätere Wiederauflage unter verändertem Titel als Die Speisung der Fünftausend)
- Unser Glaube ist der Sieg. (Gerth Medien, spätere Wiederauflage unter verändertem Titel als David und Goliath)
- Vom wahren Reichtum. (Gerth Medien, 1962, spätere Wiederauflage unter verändertem Titel als Reicher Mann und armer Lazarus)
- Gehe hin zur Ameise. (Gerth Medien)
- Ich will dich mit meinen Augen leiten. (Gerth Medien, 1963, spätere Wiederauflage unter verändertem Titel als Der Kämmerer aus dem Mohrenland)
- Hungert deinen Feind. (Gerth Medien, 1963)
- Welchen der Herr liebt. Die biblische Geschichte von Joseph, Teil 1. (Gerth Medien)
- Widerstehet dem Teufel. Die biblische Geschichte von Joseph, Teil 2. (Gerth Medien)
- Haltet fest an der Demut. Die biblische Geschichte von Joseph, Teil 3. (Gerth Medien)
- Vergeltet nicht Böses mit Bösem. Die biblische Geschichte von Joseph, Teil 4. (Gerth Medien, 1964)
- Jesu Name nie verklinget. (Gerth Medien, spätere Wiederauflage unter verändertem Titel als Paulus und Silas)
- Das Evangelium – eine Gotteskraft: Dr. Thiessen berichtet aus seinem Leben. (Gerth Medien)
- Unsere Freunde, die Zigeuner. (Gerth Medien)
- Besuch bei Onkel Peter. (Gerth Medien, 1964)
- Habe deine Lust am Herrn. (Gerth Medien, 1964, spätere Wiederauflage unter verändertem Titel als David verschont Saul, Veröffentlichung auf Hörkassette 1988 innerhalb Reihe Hörmit-Cassette unter verändertem Titel als Ein Wunder geschieht)
- Verbindung nach oben. (Gerth Medien)
- Samuel Hebich, der Seelengewinner. (Gerth Medien, 1965, Veröffentlichung auf Hörkassette 1990 innerhalb Reihe Hörmit-Cassette unter verändertem Titel als Samuel Hebich – Ein tapferer Missionar)
- Die mit Tränen säen. Die biblische Geschichte von Mose, Teil 1. (Gerth Medien)
- Moses Berufung. Die biblische Geschichte von Mose, Teil 2. (Gerth Medien, 1965)
- Der Herr  wird für euch streiten. Die biblische Geschichte von Mose, Teil 3. (Gerth Medien)
- Israels Auszug aus Ägypten. Die biblische Geschichte von Mose, Teil 4. (Gerth Medien)
- Singt mit uns! (Gerth Medien, 1965/1966, spätere Wiederauflage unter verändertem Titel als Wir sind des Heilands Himmelsblumen)
- Wenn oft bei Sturm und Regen. (Gerth Medien, Remix-Album aus Musiktiteln der Reihe Onkel Peters Kinderstunde, Wiederauflage unter verändertem Titel des zuvor außerhalb der Reihe erschienenen Albums Kinder singen für Kinder)

#### 30-cm-Schallplatten
- Die Bibel, das Buch der Bücher. (Gerth Medien, 1966, Veröffentlichung auf Hörkassette 1988 innerhalb Reihe Hörmit-Cassette unter verändertem Titel als Der kostbare Schatz)
- Die Schöpfung. (Gerth Medien, 1966)
- Der Tag des Herrn. (Gerth Medien, 1967)
- Das verlorene Paradies. (Gerth Medien, 1967)
- Die große Flut. (Gerth Medien, 1967 (?))
- Abraham. (Gerth Medien, 1968)
- Abraham, Teil 2. (Gerth Medien, 1968)

### Weitere Kinderkonzepte
- Die Hochzeit zu Kana. Kantate. (Gerth Medien, 17-cm-Single-Schallplatte)
- Vater Martin. Hörspiel. (Gerth Medien, 1968, 17-cm-Single-Schallplatte, 1977 ungekürzte Übernahme des Hörspiels als Teil der gleichnamigen aus diversen Vorveröffentlichungen zusammengestellten LP-Schallplatte)
- Frank reist nach Israel. Reiseerlebnisse, Reportagen, Lieder und Musik aus Israel. (Gerth Medien, 1982)

### Instrumental
- Frohe Botschaft im Lied, Nr. 45.259: Peter van Woerden spielt für seine kleinen und großen Freunde: Lasst die Herzen immer fröhlich / Weißt du, wieviel Sternlein stehen / Der große Arzt ist jetzt uns nah / Lobt froh den Herrn / Ich lebte einst in Satans Macht / Der Himmel steht offen / Der Kluge baut sein Haus / Zachäus war ein kleiner Mann / Pass auf, kleines Auge / Trau, trau auf den Herrn. (Gerth Medien, Single)
- Frohe Botschaft im Lied, Nr. 45.260: Peter van Woerden spielt für seine kleinen und großen Freunde: Gott ist die Liebe / Denkt, ich weiß ein Schäfelein / Jesus, der Herr, will mich brauchen / Immer muss ich wieder lesen / Komm in mein Herz / Jesus heißt uns leuchten / Der beste Freund ist in dem Himmel / Solang mein Jesus lebt / Wenn der Heiland als König erscheint / Er hat mich so geliebt. (Gerth Medien, Single)
- Frohe Botschaft im Lied, Nr. 45.612: Du großer Gott, wenn ich die Welt betrachte / Keiner wird zuschanden / Bleibend ist deine Treu / Durch herrliche Auen / Jesu, geh voran / O Gott, dir sei Ehre (Gerth Medien, Single, mit: Bill Mial – Trompete)
- Frohe Botschaft im Lied, Nr. 45.619: Wend den Blick nur auf Jesus / Komm, trockne die Tränen / Hast du keinen Raum für Jesus / Vorwärts, Christi Streiter / Treff ich dich wohl bei der Quelle / Gott ruft nach einer Jugend / Wenn des Herrn Posaune einst erschallt. (Gerth Medien, Single, mit: Bill Mial – Trompete)
- Nimm mich bei der Hand, Vater. (Gerth Medien, 1966, mit: Margret Birkenfeld – Blockflöte und Violine; Bill Mial – Trompete)
- Dem Herrn will ich spielen. (Gerth Medien, 196?, mit: Bill Mial – Trompete; Daniel Weil – Horn)
- Fürchte dich nicht länger. (Gerth Medien, 1969, mit: Margret Birkenfeld – Blockflöte und Violine; Bill Mial – Trompete; Knar Jambazian – Klavier)
- Jesu, geh voran. (Gerth Medien, 1977, mit: Sandra Beimfohr – Cello; Margret Birkenfeld – Blockflöte und Violine; Stefan Gleitsmann – Oboe und Englisch-Horn; Ivo Preis – Trompete; Erich O. Schilling – Posaune; Danilo van Woerden – Saxophon, Blockflöte und Gitarre)
- An stillen Wassern. (Gerth Medien, 1980)
- O wie groß ist meine Freude. (Mitternachtsruf, Kompilations-CD)
- Ja, damals 6: Peter van Woerden. (Gerth Medien, 1996, Kompilations-CD)

### Van Woerden Family
- To Israel With Love: The Van Woerden Family Sings From The Hebrew Bible. (Gerth Medien)

### Kollaborationsprojekte
- Frohe Botschaft im Lied, Nr. 45.263: Wir haben einen Hirten / Jesus liebt mich, das ist wahr / Steht auf für Jesus / Guten Abend, gute Nacht. (Gerth Medien, Kollaborations-Single mit Kinderchor Derschlag)
- Frohe Botschaft im Lied, Nr. 45.264: O wär ich doch den Vöglein gleich / Waldvögelein / Evangeliumszug / Freudenglöckchen. (Gerth Medien, Kollaborations-Single mit Kinderchor Derschlag)
- Frohe Botschaft im Lied, Nr. 2502: Improvisation von Peter van Woerden: Allegro – Andante – Gavotte – Fantasie / Aus den Palästen von Elfenbein / Näher, mein Gott, zu dir. (Gerth Medien, Teilkompilations-Single in Kollaboration mit Franz Knies)
- Frohe Botschaft im Lied, Nr. 2503: Siegend schreitet Jesus über Land und Meer / Siciliano von Johann Sebastian Bach / Jesus bleibet meine Freude / Froh, auch ohne Sonnenschein / Neunundneunzig der Schafe / Herr, bleib bei mir. (Gerth Medien, Teilkompilations-Single in Kollaboration mit Renate Lüsse)
- Der Heiland ist geboren. (Gerth Medien, 1969, Weihnachts-LP in Kollaboration mit Kinderstar Christiane und befreundeter Musiker Margret Birkenfeld und Gisela Birkenfeld sowie Sohn Danilo van Woerden)

## Werke (Auswahl)
| Jahr | Titel                                 | Verlag                                           | Anmerkung                                      |
| ---- | ------------------------------------- | ------------------------------------------------ | ---------------------------------------------- |
| 1960 | Wie Jesus mich fand                   | Gerth Medien, Christliches Verlagshaus Stuttgart |                                                |
| 1961 | Wie Jesus mich rief                   | Gerth Medien, Christliches Verlagshaus Stuttgart |                                                |
| 1961 | Wie Jesus mich sandte                 | Gerth Medien, Christliches Verlagshaus Stuttgart |                                                |
| 1962 | Wie Jesus mich führte                 | Gerth Medien, Christliches Verlagshaus Stuttgart |                                                |
| 1962 | Mein Weg mit Jesus                    | Gerth Medien, Christliches Verlagshaus Stuttgart | Sammelband der Publikationen von 1960 bis 1962 |
| 1978 | So begann das Abenteuer meines Lebens | Gerth Medien                                     |                                                |